# عقد 40
عقد 40 هو عقد امتد بين 1 يناير 40 و31 ديسمبر 49 بحسب التقويم الميلادي. سبقه عقد 30 ولحقه عقد 50.

## مواليد
- سيكتوس الأول (042)
- مارتياليس (040)
- فلوطرخس (045)
- تساي لون (048)
- نيياس جولياس أغريقولا (040)
- بريتانيكوس (041)
- جوفينال (049)

## وفيات
- ميسالينا (048)
- فيلون السكندري (045)
- أغريباس الأول (044)
- كاليغولا (041)

## كتب
- Yves Denis Papin (1998). Chronologie de l'histoire ancienne. Lieu de publication non identifié: Éditions Jean-paul Gisserot. ISBN:2-87747-346-5. OCLC:40746926. مؤرشف من الأصل في 2022-03-16.
- موسوعة حضارة العالم (2002) لأحمد محمد عوف.

## روابط خارجية
- تصفح سنة بسنة عقد 40 على موقع onthisday.com
- تصفح سنة بسنة عقد 40 ابتداءً من سنة عقد 40 على موقع المكتبة الوطنية الفرنسية